# Муратов, Евгений Минерафисович
Евге́ний Минерафи́сович Мура́тов (род. 28 января 1981, Нижний Тагил, СССР) — российский хоккеист, игравший на позиции нападающего. Большую часть карьеры провёл в «Нефтехимике».
Серебряный призёр чемпионата России сезона 1999/00. Выступал на двух молодёжных чемпионатах мира (2000 и 2001). В 2000 году вместе с молодёжной сборной России завоевал серебряные медали, став при это лучшим снайпером турнира. Мастер спорта России.

## Карьера
С 1997 по 1999 год Муратов играл во второй команде «Нефтехимика» в Первой лиге чемпионата России. В сезоне 1998/99 он дебютировал в Суперлиге, где сыграл 7 матчей в регулярном сезоне и 3 игры в плей-офф, где забросил свою первую шайбу за «Нефтехимик». Следующий сезон Евгений проводил уже в статусе основного игрока нижнекамского клуба. В декабре он вошёл в окончательный состав сборной России для участия на молодёжном чемпионате мира 2000. На этом турнире россияне завоевали серебряные медали. Муратов стал лучшим снайпером турнира, забросив 6 шайб, четыре из которых были оформлены в матче со сборной Казахстана. Директорат чемпионата также включил нападающего в Сборную всех звёзд соревнования. В конце регулярного сезона перешёл в «Ак Барс», с которым стал серебряным призёром чемпионата России. По окончании сезона «Ак Барс» не стал продолжать сотрудничество с Муратовым, и он вернулся в Нижнекамск. Летом нападающий принял участие на драфте НХЛ 2000 года, где был выбран клубом «Эдмонтон Ойлерс» в 9-м раунде под общим 274-м номером.
В составе «Нефтехимика» Муратов провёл еще четыре сезона. Он принял участие на молодёжном чемпионате мира 2001. На том турнире команда России выступила неудачно, заняв только 7-е место. В 2004 году был приглашён в новокузнецкий «Металлург», который тренировал Николай Соловьёв. В составе новокузнечан играл в тройке нападения с Фёдором Полищуком и Виктором Александровым. Он сумел достичь своих рекордных показателей результативности, заработав 28 (15+13) очков в 58-и играх. По окончании сезона Муратов вместе с тренерским штабом и большой группой хоккеистом перешёл в СКА, где стал по итогам сезона 2005/06 вторым бомбардиром команды. В следующем сезоне проложил играть за СКА, по его окончании вернувшись в «Нефтехимик». В ноябре 2007 года нижнекамцы обменяли Муратова в «Сибирь» на Руслана Берникова. В новосибирском клубе Муратов играл до конца сезона 2009/10, перейдя в другой клуб Континентальной хоккейной лиги (КХЛ) «Югра». Проведя сезон в составе югорчан, Муратов был вынужден завершить карьеру в возрасте 30 лет из-за травмы руки. По окончании карьеры, хоккеист уехал жить в Санкт-Петербург.

## Статистика
| Легенда | Легенда                    | Легенда | Легенда                   | Легенда | Легенда    |
| ------- | -------------------------- | ------- | ------------------------- | ------- | ---------- |
| И       | Количество проведённых игр | Штр     | Штрафное время            | +/−     | Плюс-минус |
| Г       | Голы                       | П       | Голевые передачи          | О       | Очки       |
| -       | Статистика неизвестна      | —       | Статистика не учитывалась |         |            |

## Достижения
| Год  | Команда       | Достижение                                    | Достижение |
| ---- | ------------- | --------------------------------------------- | ---------- |
| 2000 | Россия (мол.) | Серебряный призёр молодёжного чемпионата мира |            |
| 2000 | Ак Барс       | Серебряный призёр чемпионата России           |            |

| Год  | Команда       | Достижение                                                 | Достижение |
| ---- | ------------- | ---------------------------------------------------------- | ---------- |
| 2000 | Россия (мол.) | Лучший снайпер молодёжного чемпионата мира                 |            |
| 2000 | Россия (мол.) | Попадание в Сборную всех звёзд молодёжного чемпионата мира |            |